# Dechen Yangzom Wangchuck
Ashi Dechen Yangzom Wangchuck, född 2 december 1981, är prinsessa av Bhutan och dotter av Jigme Singye Wangchuck till hennes majestät Ashi Tshering Yangdon Wangchuck.